# ギュスターヴ・ロワゾー
ギュスターヴ・ロワゾー（Gustave Loiseau、1865年10月3日 - 1935年10月10日）はフランスの画家である。「ポスト印象派」の画家の一人とされる。

## 略歴
パリで生まれた。ポントワーズ出身の肉などを扱う商人の家に生まれ、子供時代はポントワーズで育った。15歳から肉屋に見習いで働いた後、パリに出てモンマルトルで画家のフェルナン・キィニョン(Fernand Just Quignon:1854-1941)と知り合い、キィニョンから絵を学んだ。その後、パリの国立高等装飾美術学校で学んだ。
1891年からキィニョンの助言に従って、ポール・ゴーギャンを含む多くの画家たちが集まっていた、ブルターニュのポン＝タヴァンで夏を過ごすようになり、友人のマクシム・モーフラ(Maxime Maufra:1861-1918)やアンリ・モレ(Henry Moret:1856-1913)エミール・ベルナール(1868-1941)らとポン＝タヴァンのPension Gloanecに滞在した。ポール・ゴーギャン(1848-1903)のアドバイスを受けた。「ポン＝タヴァン派」の画家たちがカフェ・ヴォルピーニで開いた、「印象主義および綜合主義グループ」展には1894年の第6回から第8回まで出展した。画商のポール・デュラン＝リュエルと契約してニューヨークの展覧会にも出展した。
「点描」技法もしばしば用いてブルターニュやパリの風景を描いた。

## 作品
- "Scene de village"(c.1900)
- "Port of Dieppe" (c.1900)
- "Quai at Dieppe" (c.1900)
- "Saint-Gervais, Paris" (1925)
- "the bridge of St. Ouen, Pontoise"
- "villageoises-sous-la-pluie" (c.1900)
- " Les Meules" (c.1900)
- "Boulevard Hausmann, Paris" (c.1923)